# 24 Dywizjon Rakietowy Obrony Powietrznej
24 dywizjon rakietowy Obrony Powietrznej (24 dr OP) – samodzielny pododdział Wojsk Obrony Przeciwlotniczej Sił Powietrznych
Dywizjon  sformowany został w 1963 w Babim Dole koło Kartuz, podlegał dowódcy 4 Gdyńskiej Brygady Rakietowej Obrony Powietrznej. Jednostka rozformowana w 1990 roku.
W lesie koło miejscowości pozostały ruiny obiektów wojskowych dywizjonu 54°17′53″N 18°19′17″E/54,298056 18,321389.

## Historia i powstanie
Dywizjon został sformowany na podstawie rozkazu organizacyjnego dowódcy Wojsk OPK z 12 stycznia 1963, jako 24 dywizjon ogniowy artylerii rakietowej w składzie 60 Brygady Artylerii OPK w Gdyni. Pierwszym uzbrojeniem dywizjonu był przeciwlotniczy zestaw rakiet ziemia – powietrze średniego zasięgu typu S-75 Wołchow produkcji radzieckiej.

## Dowódcy dywizjonu
- 1963-1984 – ppłk Jan Świrkula
- 1984-1990 – ppłk Waldemar Piankowski